# Hydraena accurata
Hydraena accurata är en skalbaggsart som beskrevs av Armand D'Orchymont 1948. Hydraena accurata ingår i släktet Hydraena och familjen vattenbrynsbaggar. Inga underarter finns listade i Catalogue of Life.